# Värö

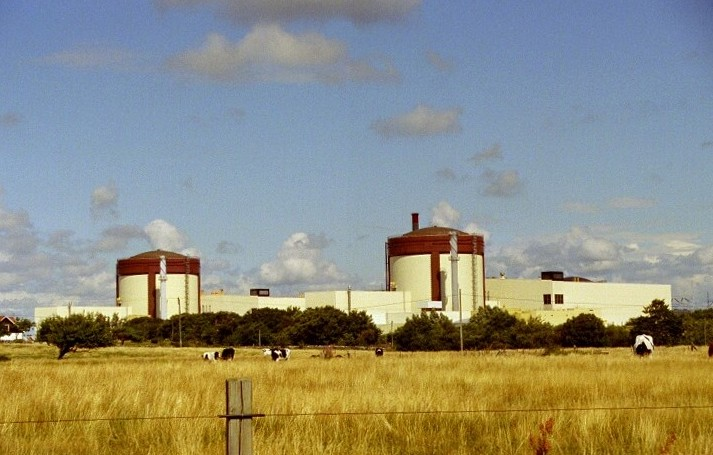
Centrale nucléaire de Ringhals située à Värö.

Värö est une paroisse située dans le comté de Halland, sur le territoire de la commune de Varberg à l'ouest de la Suède. Sa superficie est de 6 467 hectares.
La paroisse compte 4 000 habitants en 2006, et comprend Bua et Väröbacka.

## Paroisses limitrophes
- Frillesås (au nord)
- Stråvalla (au nord)
- Veddige (à l'est)
- Ås (au sud-est)

## Démographie
| Année      | 1810  | 1820  | 1840  | 1860  | 1880  | 1900  | 1920  | 1940  | 1960  | 1980  | 1990  | 2006  |
| ---------- | ----- | ----- | ----- | ----- | ----- | ----- | ----- | ----- | ----- | ----- | ----- | ----- |
| Population | 1 589 | 1 717 | 2 180 | 2 904 | 3 252 | 2 980 | 2 587 | 2 376 | 2 284 | 4 013 | 3 992 | 4 004 |

## Lieux et monuments
- Présence de tombes et de tumuli datant de l'âge du bronze
- Présence de huit cimetières datant de l'âge du fer
- Église édifiée en 1854-1855 (on y trouve une chaire datant de 1641)
- Centrale nucléaire de Ringhals (en service depuis 1973)